# Guncelin z Kuckenburga
Guncelin z Kuckenburga (ur. przed 982, zm. po 1017) – margrabia Miśni w latach 1002–1009, syn Guntera z Merseburga, brat Ekkeharda I, pretendenta do tronu niemieckiego po śmierci Ottona III. Naprawdę nazywał się Gunter; zwie się go Guncelin dla odróżnienia od ojca.

## Dziedzictwo rodowe
Ojcem Guncelina był Günter, który po podziale Marchii Wschodniej Gerona otrzymał jej część tzw. merseburską w 965 roku. Stracił ją potem na rzecz Thietmara I, margrabiego Miśni, w 976. Gdy Thietmar zmarł w 979, Günter odzyskał swoją część i trzymał pieczę nad Merseburgiem aż do śmierci w bitwie z Saracenami.
W 982 władztwo jego przejął następca Thietmara I w Miśni, Rygdag, który pełnił zwierzchnictwo nad obiema marchiami do 985. 
W tym czasie syn Güntera, Ekkehard spowinowacił się z rodem Thietmara, przez małżeństwo z wdową po Thietmarze, Swanhildę.
Małżeństwo ułatwiło mu przejęcie władzy ponad marchią po śmierci Rygdaga. Ekkehard wyrobił sobie wysoką pozycje przez działania wojenne, które podejmował; odbił Miśnię (tzn. stolicę marchii straconą w 983 na rzecz Wieletów), podbił ziemie Milczan i uzyskał duże wpływy w Czechach.

## Działalność
Włączenie się w bieg wydarzeń przez Guncelina wiąże się z niepokojami, jakie wybuchły po śmierci cesarza Ottona III (†24 stycznia 1002). Do tronu w sposób pewny zmierzał, cieszący się wielkim uznaniem zmarłego cesarza, Ekkehard I. Starania jednak przerwał spisek, który doprowadził do śmierci tego margrabiego (†30 IV 1002). Marchię miśnieńską najechał wtedy Bolesław I Chrobry, który począł oblegać jej stolicę. Miasto opanowały zamieszki; buntownicy ogłosili swoim przywódcą Guncelina z Kuckenburga i zdobywszy miasto wpuścili do niego księcia polskiego. Guncelin prawdopodobnie związał się z Chrobrym jakimś tajnym przymierzem, ponieważ w pertraktacjach podjętych później z Henrykiem II Świętym (król niemiecki od 6 VI 1002) w sprawach zajętych przez Polskę obszarów, Bolesław reprezentował interesy Guncelina. Uzyskał dla niego książę polski tytuł margrabiego Miśni. Była to decyzja strategiczna ponieważ już w kolejnym roku (1003), korzystając ze związania wojsk króla Henryka oblężeniem Ratyzbony, Chrobry chciał przejąć Miśnię z pomocą władcy tej marchii Guncelina. Nie powiodły się te plany, ponieważ Guncelin okazał się tym razem lojalny wobec króla Niemiec. W następnym roku jednak nie udało się Henrykowi II zdobyć Budziszyna, ponieważ Guncelin właśnie, wbrew odgórnym rozkazom, zabronił podpalenia miasta (Budziszyn w końcu sam się poddał).

## Okres margrabiostwa
Margrabia Guncelin cieszył się dużą niezależnością a nawet samowolą pomimo wyraźnych oznak braku szacunku dla praw cesarstwa i nielojalności w stosunku do króla. Wiadomo, że wbrew królewskim nakazom sprzedawał niewolników kupcom żydowskim i posuwał się do rabowania mienia innych grafów. Obrażał tym samym majestat królewski, co nieść za sobą mogło wysokiego wymiaru kary. Jednak przez 5 lat Guncelin sprawował urząd bez przeszkód.

## Koniec kariery
W 1009 roku począł się konflikt pomiędzy Guncelinem a jego bratankiem (synem Ekkeharda I) Hermanem, który nie chciał oddać stryjowi Strzały (miasta nad Łabą). Guncelin wtedy zdobył i spalił inny gród Hermana, zwany Rochelinzi. W odpowiedzi Herman z bratem Ekkehardem (imię po ojcu) zagrabili i spalili skarbiec stryja w Altenburgu koło Naumburga. Wkrótce wydarzenia stały się na tyle głośne, że król sam zadziałał w tej sprawie. Henryk II wykorzystał okazję do oskarżenia Guncelina o wszystkie przypisywane mu wyżej zarzuty i skazał na długoletnie więzienie w Bambergu. Marchię miśnieńską otrzymał Herman. Sam Guncelin został zwolniony z więzienia pod koniec 1017 i prawdopodobnie niedługo potem zmarł, ponieważ nic już o nim nie słychać.

## Guncelin: brat Bolesława Chrobrego
Najwięcej informacji na temat Guncelina z Kuckenburga pochodzi z kroniki biskupa merseburskiego Thietmara. Znaleźć tam można trzy zapiski mianujące Guncelina bratem Bolesława Chrobrego:
Tłumaczył Marian Jedlicki:
1. Księga V, rozdział 18 (10): Bolesław tymczasem... To tylko zdołał z trudem uzyskać, że Miśnia przyznana została jego bratu Guncelinowi.
2. Księga V, rozdział 36 (22): Bolesław... wezwał przez posłów swego brata Guncelina.
3. Księga VI, rozdział 54: Guncelin korzystał u swego brata Bolesława z większych względów.

Na tej podstawie buduje się gdzieniegdzie obecny pogląd o małżeństwie ojca Guncelina, Güntera, z Dobrawą, późniejszą żoną Mieszka I. Jest to założenie dzisiaj już stanowczo zarzucone, ponieważ nie wytrzymuje krytyki ze względu na chronologię; ślub Mieszka i Dobrawy w 965, a Günter zginął w 982 (poligamia czy odsyłanie żon w chrześcijańskich Niemczech nie do pomyślenia). A nawet jeśli taka była kolejność małżeństw to wspomniałby o niej Thietmar. Nic jednak o tym nie pisze w rozdziałach poświęconych Dobrawie [ks. IV, 55 (35) - 57 (36)]. Podobna sytuacja ma się z Odą, drugą żoną Mieszka I, na której rzekome małżeństwo z Günterem nie ma poświadczenia w źródłach (przede wszystkim Thietmar, wspomniane rozdziały). Najbardziej prawdopodobnym wydaje się małżeństwo Güntera z jakąś NN siostrą Mieszka I, co czyniłoby z Bolesława i Guncelina braci ciotecznych. Istnieje także teza uznająca, że wyraz brat (łac. frater) jest mocniejszej formy odpowiednikiem sojusznika.